# Хващино (гмина Жуково)
Хващино (пол. Chwaszczyno) — поселок в Польше, входит в Поморское воеводство, Картузский повят, гмина Жуково.

## История
Первое письменное упоминание об поселении Хващино относится к 1283 году. До 1954 года село Хващино было центром Хващинского муниципалитета. С 1975 года по 1998 год Хващино принадлежало к административной провинции Гданьска.

## Воинское захоронение

Памятный крест погибшим советским воинам в Хващино

В южной части поселка на месте захоронения воинов 385-й стрелковой дивизии 49-й армии 2-го Белорусского фронта, погибших в конце марта 1945 года, при освобождении пригородов Гданьска, Сопота и Гдыни от немецко-фашистских захватчиков, установлен памятный крест. По утверждению польских властей, в конце 40-х годов XX столетия останки советских солдат и офицеров похороненных в Хващино были перенесены на военное кладбище в районе деревни Бояно, гмина Шемуд, Вейхеровский повят, Поморское воеводство.